# KHV (choroba)
KHV – silnie zakaźna choroba skóry oraz skrzeli występująca wśród karpi koi oraz karpi hodowlanych wywołana przez herpeswirus nazwany Koi Herpeswirus. Występowanie choroby odnotowano w Ameryce Północnej, Azji, Europie oraz w Polsce. Powoduje śnięcie nawet do 100% obsady stawów. W Polsce choroba zwalczana z urzędu, podlega zakazowi szczepień.

## Rozwój choroby
Olbrzymi wpływ na rozwój oraz przebieg choroby ma jakość wody, odporność ryb oraz zagęszczenie w zbiorniku. Bardzo ważnym elementem rozwoju choroby jest temperatura
Choroba zaczyna się pojawiać, gdy temperatura wody wzrośnie powyżej 13–15 °C zaś apogeum ma miejsce przy temperaturach w przedziale 20–25 °C. Śmiertelność sięga wtedy 80–100%. obsady karpi. Charakterystycznymi objawami dla infekcji KHV są zmiany w obrębie skóry wyrażają się złuszczaniem naskórka (u około 80% ryb), spod którego wyłania się szorstka, pozbawiona komórek śluzowych skóra, oraz pojawienie się ciemnych plam. Choroba wywołuje u ryb wyraźne osłabienie, niektóre osobniki zapadają nawet w letarg. U innych następuje przyspieszenie oddechu, martwica skrzeli, gałki oczne ulegają zapadnięciu, na skórze pojawiają się blade plamy. Ryby wydzielają też śluz w większych ilościach. Zdarza się, że na osłabionej działaniem wirusów rybie rozwijają się wtórnie inne choroby, głównie grzybiczne lub bakteryjne. Choroba doprowadza do masowego śnięcia karpia w ciągu kilku dni od zarażenia. Do czynników, które wpływają na tempo przebiegu choroby zalicza się jakość wody, gęstość obsady i kondycję ryb. Karpie usypiają po kilku dniach od zainfekowania. Choroba dostać może się do hodowli wraz z rybami, poprzez wodę oraz przez zwierzęta wodne.

## Objawy
- zmiany skórne
- zmiany skrzeli
- zmiany w zachowaniu

## Rozwój wirusa
15 – 25 °C – optymalna temperatura rozwoju wirusa
Czas od zarażenia do wystąpienia objawów 5–7 dni

## Zagrożenie dla innych karpiowatych
Objawy choroby pojawiają się jedynie u karpi. Karpiowate, takie jak karasie, liny, amury itp. nie wykazują objawów choroby. Wirus Koi Herpesvirus atakuje wszystkie karpie łącznie z rybami handlowymi.

## Leczenie
Jedyną metodą pozbycia się KHV jest odłowienie wszystkich karpi ze stawów na okres co najmniej 6 miesięcy. Stawy muszą być wysuszone oraz odkażone.